# Município de Madison (condado de Williams, Ohio)
O município de Madison (em inglês: Madison Township) é um município localizado no condado de Williams no estado estadounidense de Ohio. No ano de 2010 tinha uma população de 987 habitantes e uma densidade populacional de 13,57 pessoas por km².

## Geografia
O município de Madison encontra-se localizado nas coordenadas 41° 39′ 29″ N, 84° 31′ 26″ O. Segundo a Departamento do Censo dos Estados Unidos, o município tem uma superfície total de 72.76 km², da qual 72,32 km² correspondem a terra firme e (0,6 %) 0,44 km² é água.

## Demografia
Segundo o censo de 2010, tinha 987 pessoas residindo no município de Madison. A densidade populacional era de 13,57 hab./km². Dos 987 habitantes, o município de Madison estava composto pelo 97,37 % brancos, o 0,1 % eram afroamericanos, o 0,2 % eram amerindios, o 1,72 % eram de outras raças e o 0,61 % eram de uma mistura de raças. Do total da população o 3,14 % eram hispanos ou latinos de qualquer raça.